# Marcia Collazo
Marcia Collazo Ibáñez (sinh ngày 13 tháng 3 năm 1959) là một nữ luật sư, giáo viên và nhà văn người Uruguay.

## Tiểu sử
Marcia Collazo đã nhận bằng Tiến sĩ Luật và Khoa học Xã hội từ Faculty of Law (University of the Republic)  của Đại học Cộng hòa. Cô được nhận làm giáo sư lịch sử tại Instituto de Profesores Artigas. Cô đã thực hiện một số nghiên cứu sau đại học trong cả hai chuyên ngành. Cô giảng dạy các khóa học Lịch sử và Lịch sử Ý tưởng ở Mỹ tại Học viện Nghệ thuật. Trong Khoa Luật, Marcia Collazo là nữ giáo sư Triết học về Luật. Cô đã xuất bản nhiều bài tiểu luận và bài báo học thuật trong các lĩnh vực của pháp luật, lịch sử và triết học, cũng như một số tác phẩm văn học.
Vào năm 2011 và 2012, cô đã nhận được giải Sách vàng từ Uruguayan Book Chamber  cho cuốn sách viễn tưởng bán chạy nhất từ một tác giả quốc gia. Tác phẩm của cô đã được xuất bản ở Argentina, Pháp, Tây Ban Nha và Cuba. Tác phẩm thơ và kể chuyện của Marcia Collazo đã được trao tặng nhiều lần bởi Municipality of Montevideo, Bộ Giáo dục và Văn hóa, Đại học Cộng hòa và Nhà văn Nhà văn Uruguay. Năm 2011, Marcia Collazo nhận được giải thưởng Bartolomé Hidalgo và giải thưởng Người phụ nữ của năm trong lĩnh vực văn học. Vào năm 2015, cô đã nhận được Giải nhất của Bảo tàng de Memoria và Bộ Giáo dục và Văn hóa cho câu chuyện của mình "Tremendo pozo", trong Cuộc thi Nactus Sabalsagaray, và cùng năm đó, Marcia Collazo đã giành được Morosoli Awards  Giải Bạc trong Tường thuật.